# 山下実
山下 実（やました みのる、1907年3月20日 - 1995年4月4日）は、兵庫県神戸市出身のプロ野球選手・監督。
抜群の打撃力で鳴らし、高校野球、東京六大学野球、草創期のプロ野球で活躍した。史上初タイとなる本塁打王を獲得している。

## 来歴・人物

### 第一神港商業学校
1922年（大正11年）、第一神港商業学校（現神戸市立神港高等学校）に入学。1年生の時にはすでに頭角を現し、2年生で早くも4番打者となった。在学中、1924年夏、1925年春夏、1926年春夏の5季連続で甲子園に出場。1925年夏はベスト4入りした。
1924年8月に開場したばかりの阪神甲子園球場は、当時センターまで119m、両翼110m、左右中間に至っては128mもあり、のちに来日したベーブ・ルースをして「大きすぎる」と言わしめたほどの威容を誇っていた。山下は3年生だった1924年夏に初めて甲子園の土を踏んだが、この時の甲子園練習の際にあたりを見回し、「これなら入るな」と独りごとを言ったという。実際、山下はこの大会4日目（8月16日）に行われた早稲田実業戦で、水上義信投手（のち早大）から右翼フェンスにショート・バウンドで叩きつけるランニング・ホームランを放ち、満員の観衆の度肝を抜いた。山下はこの試合で2三塁打、1本塁打を含む4安打を記録したが、水上から放った本塁打によって「ベーブ山下」あるいは「怪物」というニックネームが奉られることになった。「ベーブ」の異名は、当時メジャーリーグで大活躍していたベーブ・ルースにちなんだものである。チームメイトたちは「怪ちゃん」と呼んだという。
1925年春は、1回戦の長野商業戦の2回に、走者2人をおいて小林清吉投手からワンバウンドで右中間スタンドにぶつけるランニング・ホームランを放ったが、これは選抜大会史上甲子園球場における第1号本塁打である。この大会では、選抜賞・本塁打賞・打撃賞・生還打賞の4つの表彰を受けた。また、この大会では史上3人目の1大会2本塁打を記録したが、戦前の選抜でこれを記録したのはわずか4人であり、そのうち球場の狭かった第1回大会で記録されたものを除くと、1大会2本塁打を記録したのは山城健三（広陵中）と山下の、2人のみである。
甲子園での通算は、10試合に出場して34打数18安打、3三塁打、4本塁打、打率.529。甲子園通算4本塁打は、1979年に香川伸行（浪商～南海）によって更新されるまでの、甲子園最多記録であった。

### 慶應義塾大学
1927年（昭和2年）、慶應義塾大学に進学。同期入学には宮武三郎がおり、このふたりの傑出した強打者によって慶應は黄金時代を迎えることとなる。当時の東京六大学野球リーグ戦は山下、宮武を始めとしてスター選手が綺羅星のごとく名を連ねており、人気絶頂期にあった。この中で山下はさらに打撃力に磨きをかけ、「和製ベーブ」の名をほしいままにした。
入学直後の1927年春季にはさっそく4番に座り、打率.308、2本塁打を記録。1928年は3月29日にアメリカ遠征へ出発、8月3日に帰国するまで40試合を行い、24勝15敗1引分けであった。同年秋季は、歴史に残る10戦10勝の完全優勝を達成。このシーズンの山下は.333を記録、打率こそリーグ2位だったが、本塁打（2本）、三塁打（3本）、塁打数（21）、打点（8）の4部門でリーダーを占めた。1929年秋のリーグ戦では、11試合に出場して全試合でヒットを打ち、32打数14安打、打率.438を記録して首位打者を獲得している。慶應在学中はリーグ優勝を4度経験。主軸メンバーである山下、宮武、水原茂らはいずれも人気・実力を兼ね備えており、戦前の慶應黄金時代にあってつねにラインナップの中枢を担った。
東京六大学リーグ戦通算は、61試合出場し194打数61安打、6本塁打、47打点、打率.314。

### 社会人～プロ～戦後
1931年（昭和6年）、満鉄に入社。大連満鉄倶楽部の主力打者として都市対抗野球で活躍。また1931年と1934年に大リーグ選抜チームが来日した際は、2度とも全日本チームのメンバーに選ばれ、中軸を打った。
1936年、阪急軍（のちの阪急ブレーブス）の結成にあたり入団。
1936年5月22日の大東京戦で、近藤久投手からプロ入り初本塁打を放ったが、これは阪急球団史上第1号本塁打であり、日本プロ野球史上初のオーバーフェンス本塁打でもある（プロ野球史上第3号本塁打）。同年7月12日の名古屋戦では、延長11回に松浦一義投手から日本プロ野球史上初のサヨナラ本塁打を記録。また同年12月1日の名古屋戦で森井茂投手から満塁本塁打を打ったが、これは阪急球団史上初の満塁本塁打であった。1936年秋季リーグ戦では、藤村富美男（大阪タイガース）、古谷倉之助（名古屋金鯱軍）とともに、本塁打王のタイトルを分け合っている。
戦前に使用されていたボールは、素材が劣悪であったため飛距離が出なかった。またラッキーゾーン設置以前の甲子園は、きわめて本塁打が出にくい球場であった。打者にとって不利なこれらの条件があったにもかかわらず、山下は戦前のプロ野球公式戦で最も多くオーバーフェンスの本塁打（4本）を放っている。
1938年春季から1940年までの山下は、現役選手と監督を兼任した。無口だったが、野球理論に詳しく選手が威圧されるほどの貫禄があったそうである。練習はすべて軍隊的に行われたという。便宜上3シーズン制度が採用された1939年は、チームワークの大切さを植え付けて春季リーグでチームを優勝に導き、｢幾多のスター選手があっても、チームの総親和がなければ勝てぬ」と語っている。
1942年（昭和17年）、名古屋軍に迎えられたが、シーズン半ばで応召した。
戦後はセントラル・リーグの審判員を務めたのち、都内の美星野商事に勤務。
1987年、野球殿堂入り。1995年4月4日死去。享年88。

## エピソード
- 当時の中等学校の選手の中では体格が大きく、また腕力もずば抜けており、三百匁（1125グラム）の重量バットを軽々と振り回していたという。また山下が打席に入ると、左翼手が右中間へ守備位置を変えたり、外野手がフェンスいっぱいに下がったりする「山下シフト」を取るチームがあったほど、その強打は恐れられていた。
- 慶大での山下はあまり練習に熱が入らず、早慶戦前に行方をくらますなどチームの結束に影響を与えかねない振る舞いもあった。これを重く見た腰本寿監督はある試合で山下を先発メンバーから外したが、自チームがあまりにも打てないことに業を煮やし、やむなく山下を代打に起用した。すると山下は軽々とライトスタンドにホームランを叩き込んだという。

## 詳細情報

### 年度別打撃成績
| 年 度     | 球 団     | 試 合 | 打 席 | 打 数 | 得 点 | 安 打 | 二 塁 打 | 三 塁 打 | 本 塁 打 | 塁 打 | 打 点 | 盗 塁 | 盗 塁 死 | 犠 打 | 犠 飛 | 四 球 | 敬 遠 | 死 球 | 三 振 | 併 殺 打 | 打 率 | 出 塁 率 | 長 打 率 | O P S |
| --------- | --------- | ----- | ----- | ----- | ----- | ----- | -------- | -------- | -------- | ----- | ----- | ----- | -------- | ----- | ----- | ----- | ----- | ----- | ----- | -------- | ----- | -------- | -------- | ----- |
| 1936春夏  | 阪急      | 18    | 85    | 69    | 16    | 27    | 3        | 1        | 4        | 44    | 13    | 2     | --       | 0     | --    | 15    | --    | 1     | 5     | --       | .391  | .506     | .638     | 1.144 |
| 1936秋    | 阪急      | 29    | 131   | 109   | 19    | 35    | 6        | 0        | 2        | 47    | 20    | 6     | --       | 2     | --    | 19    | --    | 1     | 6     | --       | .321  | .426     | .431     | .858  |
| 1937春    | 阪急      | 25    | 113   | 93    | 12    | 23    | 5        | 2        | 2        | 38    | 15    | 3     | --       | 1     | --    | 19    | --    | 0     | 11    | --       | .247  | .375     | .409     | .784  |
| 1937秋    | 阪急      | 39    | 143   | 105   | 17    | 27    | 4        | 1        | 5        | 48    | 29    | 3     | --       | 1     | --    | 32    | --    | 5     | 19    | --       | .257  | .451     | .457     | .908  |
| 1938春    | 阪急      | 21    | 79    | 67    | 9     | 18    | 4        | 1        | 0        | 24    | 15    | 1     | --       | 1     | --    | 10    | --    | 1     | 6     | --       | .269  | .372     | .358     | .730  |
| 1938秋    | 阪急      | 19    | 78    | 63    | 12    | 21    | 3        | 1        | 2        | 32    | 13    | 1     | --       | 1     | --    | 14    | --    | 0     | 5     | --       | .333  | .455     | .508     | .962  |
| 1939      | 阪急      | 43    | 174   | 144   | 16    | 38    | 10       | 1        | 2        | 56    | 26    | 4     | --       | 1     | 1     | 27    | --    | 1     | 18    | --       | .264  | .384     | .389     | .773  |
| 1940      | 阪急      | 22    | 86    | 74    | 9     | 9     | 4        | 1        | 1        | 18    | 8     | 0     | --       | 0     | 0     | 12    | --    | 0     | 11    | --       | .122  | .244     | .243     | .487  |
| 1942      | 名古屋    | 23    | 83    | 74    | 2     | 10    | 0        | 0        | 1        | 13    | 3     | 0     | 0        | 0     | --    | 9     | --    | 0     | 12    | --       | .135  | .229     | .176     | .405  |
| 通算：6年 | 通算：6年 | 239   | 972   | 798   | 112   | 208   | 39       | 8        | 19       | 320   | 142   | 20    | 0        | 7     | 1     | 157   | --    | 9     | 93    | --       | .261  | .388     | .401     | .789  |

- 各年度の太字はリーグ最高

### 年度別監督成績
| 年度   | 球団 | 順位 | 試合 | 勝利 | 敗戦 | 引分 | 勝率 |
| ------ | ---- | ---- | ---- | ---- | ---- | ---- | ---- |
| 1938春 | 阪急 | 3位  | 35   | 21   | 13   | 1    | .618 |
| 1938秋 | 阪急 | 3位  | 40   | 21   | 17   | 2    | .553 |
| 1939   | 阪急 | 3位  | 18   | 13   | 5    | 0    | .722 |
| 1940   | 阪急 | 3位  | 72   | 41   | 26   | 5    | .612 |
| 通算   | 通算 | 通算 | 165  | 96   | 61   | 8    | .611 |

### タイトル
- 本塁打王：1回 （1936年秋）

### 表彰
- 野球殿堂特別表彰（1987年）

### 背番号
- 2 （1936年 - 1937年、1939年 - 1940年、1942年）
- 30（1938年）